# 秋田ラジオ送信所
秋田ラジオ送信所（あきたラジオそうしんじょ）は、秋田県秋田市及び南秋田郡大潟村にあるNHK秋田放送局と秋田放送（ABS）のAMラジオ送信所の総称。正式な名称は、NHK第1放送が飯島ラジオ放送所、第2放送が大潟ラジオ放送所、ABSが茨島ラジオ送信所であるが、本項では便宜上、一括して「秋田ラジオ送信所」として記述する。

## 概要
- いずれも、秋田県内におけるAMラジオの基幹放送局の送信所である。
- なお、テレビジョン放送とFMラジオ放送の秋田送信所及び秋田放送FM補完局については、こちらの記事を参照のこと。

## 送信所送信設備概要
| 周波数  | 放送局名     | 呼出符号 | 空中線 電力 | 放送対象地域 | 放送区域 内世帯数 | 所在地                     |
| ------- | ------------ | -------- | ----------- | ------------ | ----------------- | -------------------------- |
| 774kHz  | NHK 秋田第2  | JOUB     | 500kW       | 全国         | 約300万世帯       | 南秋田郡大潟村字西野31番地 |
| 936kHz  | ABS 秋田放送 | JOTR     | 5kW         | 秋田県       | -                 | 秋田市茨島四丁目3番29号    |
| 1503kHz | NHK 秋田第1  | JOUK     | 10kW        | 秋田県       | 約32万世帯        | 秋田市飯島字薬師田111番地  |

- NHKラジオ第2放送は、2011年（平成23年）3月11日に発生した東日本大震災による節電に協力するため、同年7月1日から9月9日まで土日を除く毎日8:50 - 20:10の間、通常の500kWから半分の250kWに出力を下げる（2台ある250kW送信機の片方のみ稼動する）減力放送が実施された。

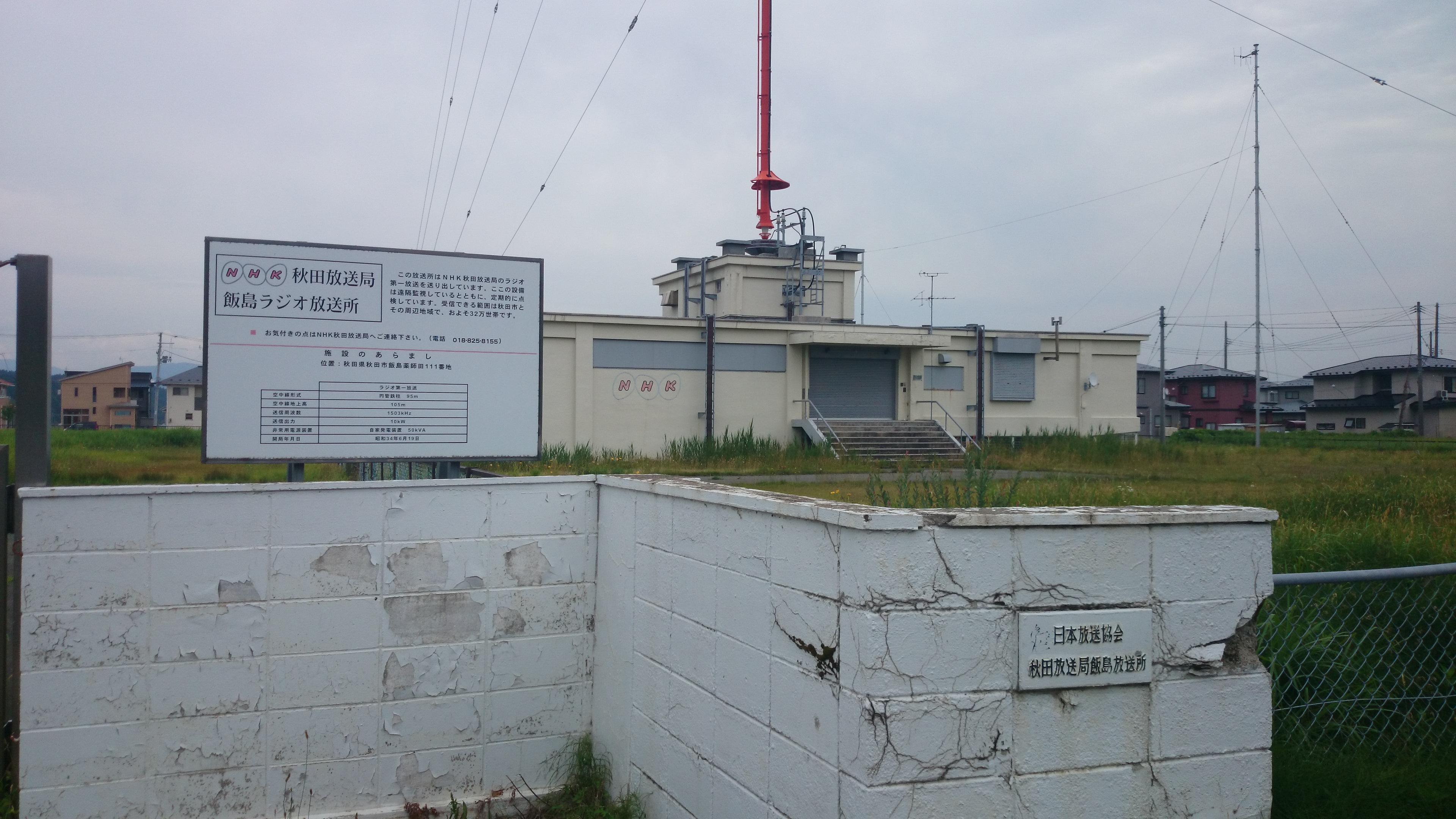
NHK飯島ラジオ放送所の正門と局舎
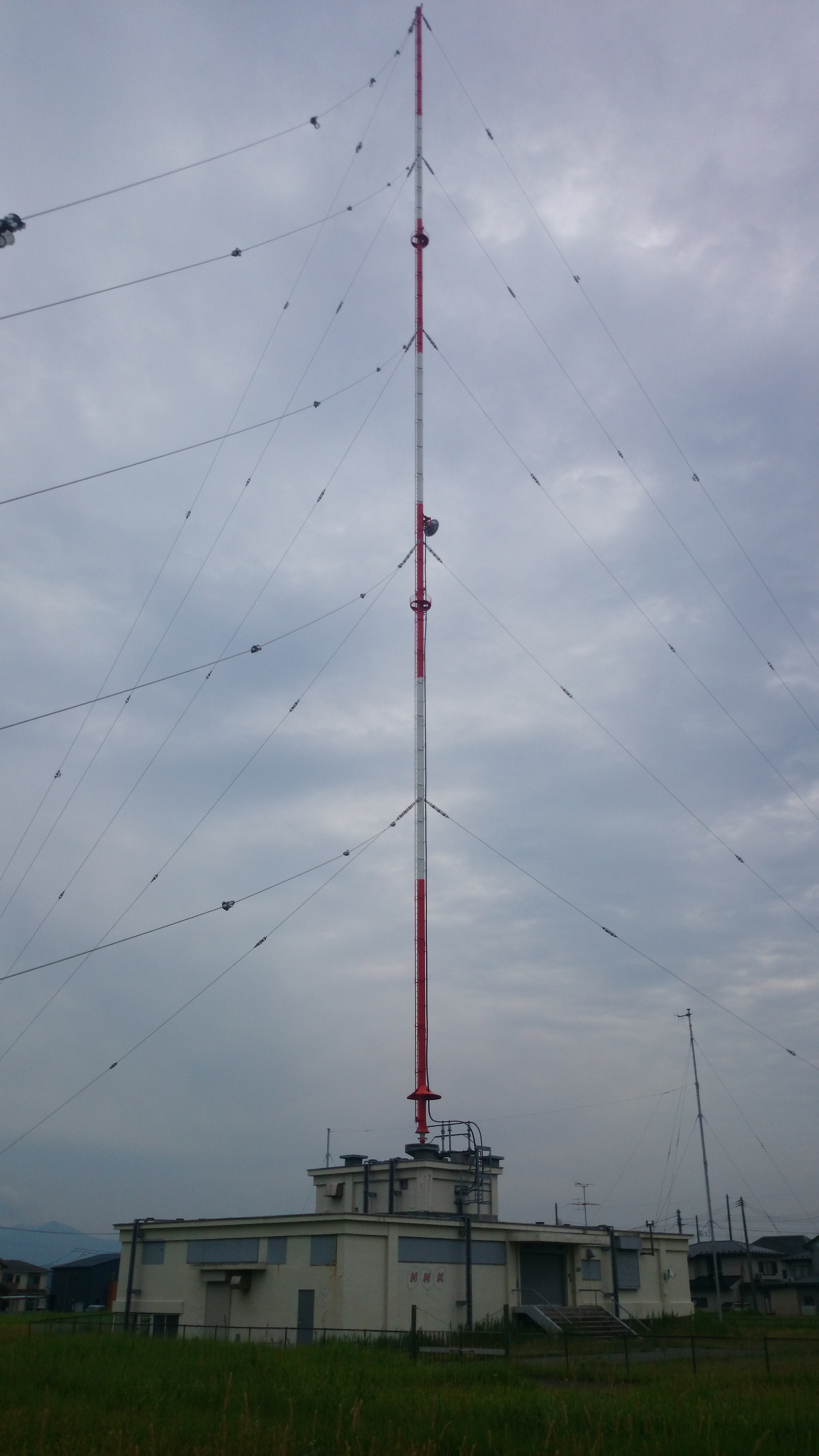
NHK飯島ラジオ放送所送信塔全景
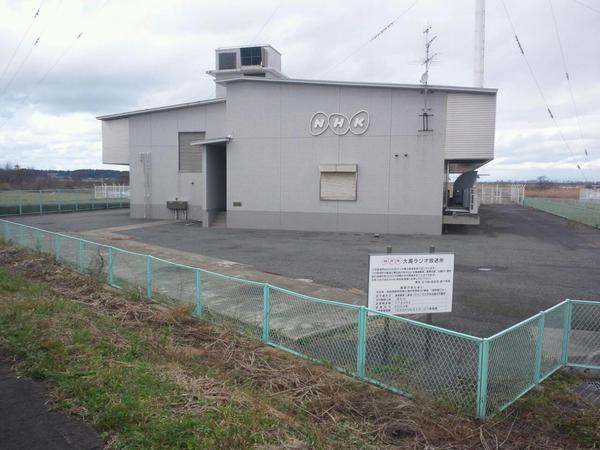
NHK大潟ラジオ放送所局舎
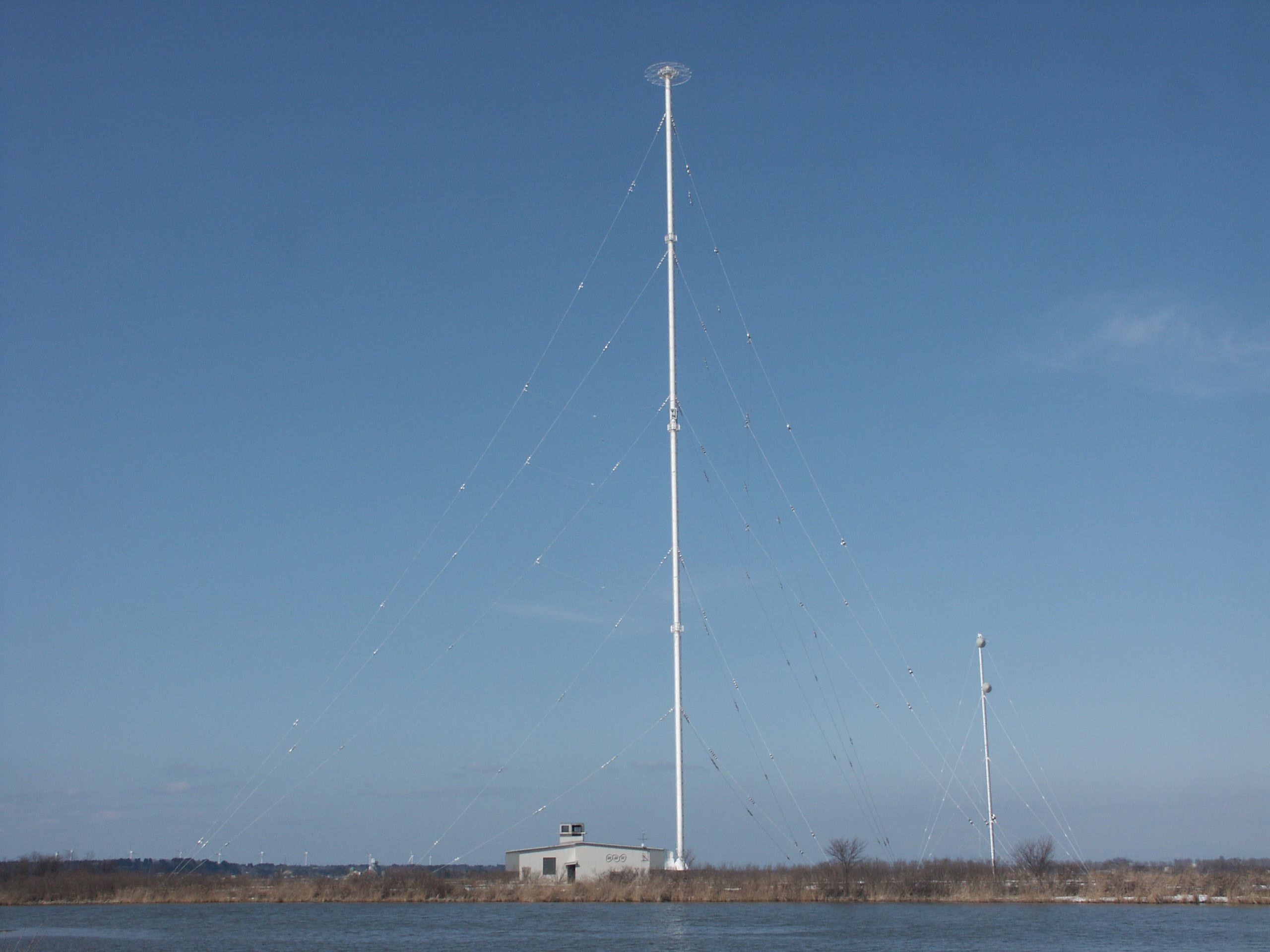
NHK大潟ラジオ放送所送信塔全景
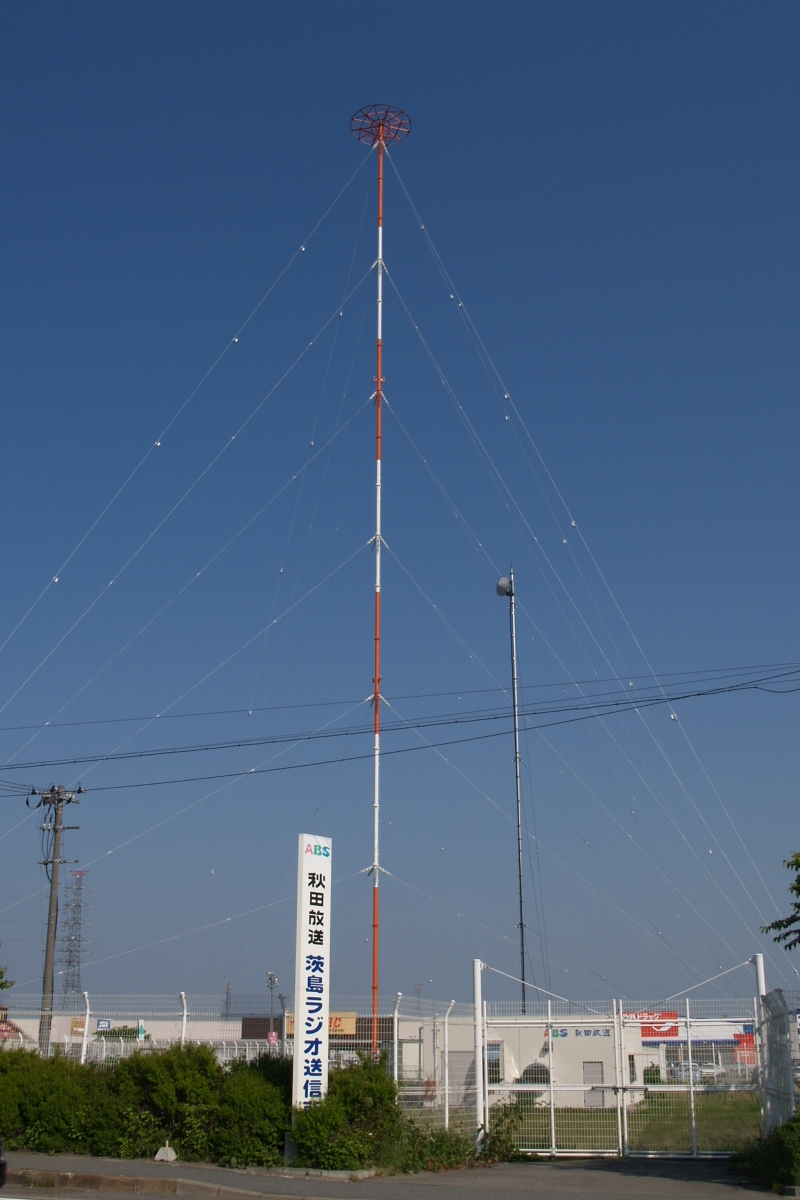
ABS茨島ラジオ送信所